# Petite Rhue
A Petite Rhue vagy Rhue de Cheylade  folyó Franciaország területén a Rhue bal oldali mellékfolyója.

## Földrajzi adatok
A Francia-középhegységben ered és Coindre közelében torkollik a Rhue-be. Hossza 38 km. Mellékfolyói a Rhue d'Eybes és a  Grolle.  Nevének jelentése kis Rhue.

## Megyék és helységek a folyó mentén
- Cantal: Le Claux , Cheylade.